# Usajewo (rejon mienzieliński)
Usajewo (ros. Усаево) – wieś (dieriewnia) w Rosji, w Tatarstanie, w rejonie mienzielińskim. W 2010 liczyła 168 mieszkańców.